# Макро пракса
Макро пракса је пракса у социјалном раду која обухвата учешће у животу и организацији заједнице, кампање едукације јавности и администрацију мрежних агенција или макро услуге јавних социјалних служби. На овај начин социјални радници упознају историјске, економске и природне силе које утичу на укупно стање човека, изазивају проблеме у животима појединаца или стварају могућности за промене.